# 黃體長鱸
黃體長鱸（學名：Liopropoma flavidum），為輻鰭魚綱鱸形目鱸亞目鮨科的其中一種，分布於中東太平洋的法屬波里尼西亞海域，棲息深度24-250公尺，體長可達6.1公分，為底棲性魚類，屬肉食性，生活習性不明。

## 擴展閱讀
維基物種上的相關：黃體長鱸